# Peter Stamm

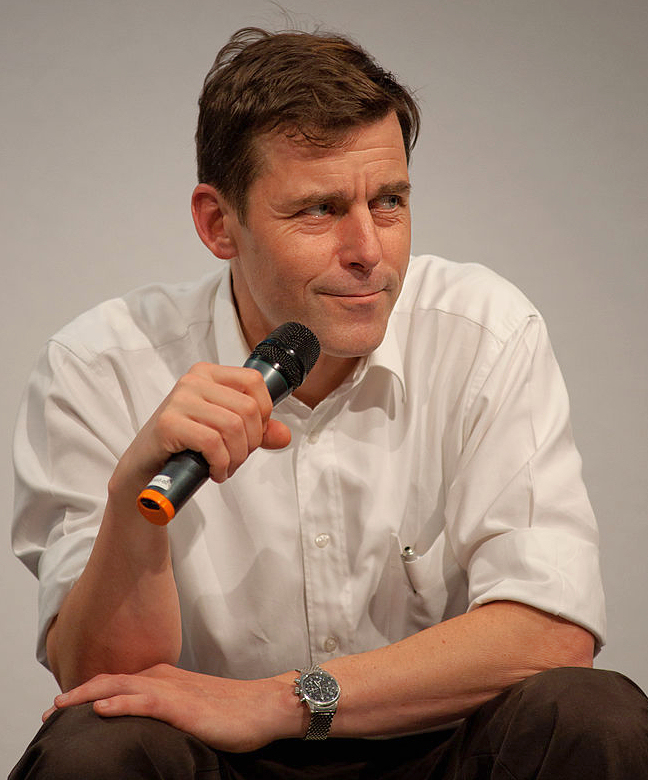
Peter Stamm 2012.

Peter Stamm, född 18 januari 1963 i Scherzingen, Schweiz, är en schweizisk författare.

## Biografi
Stamm föddes i Scherzingen som son till en revisor. Han växte dock upp i Weinfelden nära Thurgau. Efter grundskolan och gymnasiet tillbringade han tre år som lärling till en revisor samt arbetade därefter som revisor i fem år. Han valde därefter att återgå till studierna vid universitetet i Zürich, där han tog diverse kurser; bland annat engelska, informatik, affärsverksamhet, psykologi och psykopatologi. Han arbetade även som praktikant på en psykiatrisk klinik. Efter att ha bott i New York, Paris och några skandinaviska länder bosatte sig Stamm 1990 i Zürich, där han arbetade som författare och frilansjournalist för diverse tidningar. Sedan 2003 är Stamm medlem i "Autorinnen und Autoren der Schweiz".
1998 debuterade Stamm med succéromanen Agnes. Stamm är bosatt i Winterthur och betraktas som en av Schweiz och Europas viktigaste författare. Hans böcker har översatts till 37 språk.

## Priser
- 1998 Ehrengabe des Kantos Zürich
- 1999 Rauriser Literaturpreis
- 2000 Rheingau Literatur Preis
- 2001 Ehrengabe der Stadt Zürich
- 2002 Preis der Schweizerischen Schillerstiftung
- 2002 Car-Heinrich-Ernst-Kunstpreis
- 2013 Frank O'Connor International Short Story Award

## Verk

### Prosa
- Alles über den Mann, 1995
- Gotthard, 1997
- Agnes, 1998
  - Agnes, svensk översättning Sofia Lindelöf (Thorén & Lindskog, 2014) ISBN 9789186905231
- Blitzeis, 1999
- Ungefähre Landschaft, 2001
- In fremden Gärten, 2003
- Warum wir vor der Stadt wohnen, 2005
- An einem Tag wie diesem, 2006
- Wir Fliegen, 2008
- Sieben Jahre, 2009
  - Sju år, svensk översättning Sofia Lindelöf (Thorén och Lindskog, 2011) ISBN 978-91-86905-00-2
- Seerücken, 2011
- Nacht ist der Tag, 2013
- Der Lauf der Dinge, 2014
- Weit über das Land, 2016
  - Ta vägen, svensk översättning Sofia Lindelöf (Thorén & Lindskog, 2016) ISBN 978-91-86905-46-0

### Pjäser
- Die Planung des Planes Monologue
- Fremd gehen, 1995
- Après Soleil oder Wen der Wind zur Insel trägt, 2002
- Der Kuss des Kohaku, 2004
- Die Töchter von Tauebnhain, 2004

### Radiopjäser
- Ich und die anderen, 1991
- Die Nacht der Gewohnheiten, 1993
- In Vitro Zürich, 1994
- Der letzte Autofahrer, 1995
- Bildnis eines Knaben mit Peitsche, 1995